# Agrostis phalaroides
Agrostis phalaroides é uma espécie de gramínea do gênero Agrostis, pertencente à família Poaceae.